# Hiệp ước San Francisco
Hiệp ước San Francisco hay Hiệp ước hòa bình San Francisco giữa các lực lượng Đồng Minh và Nhật Bản được chính thức ký kết bởi 49 quốc gia vào ngày 8 tháng 9 năm 1951 tại nhà hát War Memorial Opera House (Tưởng Niệm Chiến Tranh) San Francisco, California, Hoa Kỳ. Hiệp ước có hiệu lực từ ngày 28 tháng 4 năm 1952.
Hiệp ước này chính thức kết thúc Chiến tranh thế giới thứ hai và cũng chấm dứt địa vị cường quốc của Đế quốc Nhật Bản. Hiệp ước bắt Nhật Bản phải bồi thường cho các nước Đồng Minh từng phải chịu thiệt hại chiến tranh do Nhật gây ra. Hiệp ước này đã tận dụng tối đa Hiến chương Liên Hợp Quốc và Tuyên ngôn Quốc tế Nhân quyền để nêu rõ mục đích của các lực lượng đồng minh.
Có ba quốc gia thành viên từ chối ký kết: Liên Xô, Ba Lan và Tiệp Khắc, tất cả đều thuộc Khối Liên Xô, và hai quốc gia khác từ chối cử đại diện: Ấn Độ và Nam Tư. Ý và Trung Quốc không được mời, do bất đồng về việc không biết ai là đại diện cho nhân dân Trung Hoa: Trung Hoa Dân Quốc hay Cộng hòa Nhân dân Trung Hoa. Hàn Quốc cũng không được mời do có bất đồng tương tự về việc Hàn Quốc hay Cộng hòa Dân chủ Nhân dân Triều Tiên đại diện cho người dân Triều Tiên
Tại Điều 11 của Hiệp Ước, Nhật Bản chấp nhận các phán quyết của Tòa án Quân sự Quốc tế về Viễn Đông và của các Tòa án Trọng tài Chiến tranh Đồng minh khác về Nhật Bản cả trong và ngoài Nhật Bản.
Hiệp ước này, cùng với Hiệp ước An ninh được ký cùng ngày, đánh dấu sự khởi đầu của Hệ thống San Francisco xác định mối quan hệ của Nhật Bản với Hoa Kỳ và vai trò của mối quan hệ này trên trường quốc tế và đặc trưng cho lịch sử thời hậu chiến của Nhật Bản.

## Sự tham dự

### Có mặt
Argentina, Úc, Bỉ, Bolivia, Brazil, Campuchia, Canada, Ceylon (hiện nay là Sri Lanka), Chile, Colombia, Costa Rica, Cộng hòa Cuba, Tiệp Khắc, the Cộng hòa Dominica, Ecuador, Vương quốc Ai Cập, El Salvador, Ethiopia, Pháp, Vương quốc Hy Lạp, Guatemala, Haiti, Honduras, Cộng hòa Ấn Độ, Indonesia, Iran, Iraq, Đế quốc Nhật Bản, Lào, Lebanon, Liberia, Luxembourg, Mexico, Hà Lan, New Zealand, Nicaragua, Na Uy, Pakistan, Panama, Paraguay, Peru, Philippines, Ba Lan, Ả Rập Saudi, Liên hiệp Nam Phi, Liên Xô, Syria, Thổ Nhĩ Kỳ, Vương quốc Anh, Hoa Kỳ, Uruguay, Venezuela, và Quốc gia Việt Nam tham dự hội nghị.

### Vắng mặt
Trung Quốc không được mời do bất đồng về việc liệu Trung Hoa Dân quốc đã thành lập nhưng đã bị đánh bại (ở Đài Loan) hay Cộng hòa Nhân dân Trung Hoa mới thành lập (ở Trung Quốc đại lục) đại diện cho nhân dân Trung Quốc. Trên thực tế, một cuộc tranh luận chính trị nội bộ của Hoa Kỳ đã cho thấy Đảng Cộng hòa và quân đội Hoa Kỳ ủng hộ Quốc dân đảng và cáo buộc Tổng thống Truman đã từ bỏ chủ nghĩa chống cộng sản. Miến Điện, Ấn Độ và Nam Tư đã được mời, nhưng không tham gia.

## Những vấn đề chưa được giải quyết
Sự mơ hồ trong hiệp ước về địa vị chính trị của Đài Loan (tức là liệu lãnh thổ Đài Loan có được trả lại một cách hợp pháp cho Trung Hoa Dân Quốc vào năm 1945 hay không) sau khi Nhật Bản từ bỏ mọi quyền, danh nghĩa và yêu sách liên quan đến đảo Đài Loan, đảo Penghu, Quần đảo Trường Sa và Hoàng Sa vào năm 1952 (với việc phê chuẩn hiệp ước này tại Trung Hoa Dân Quốc) đã làm nảy sinh Giả thuyết về tình trạng chưa xác định của Đài Loan, là một trong những lý thuyết chính trong cuộc tranh luận này. Thuyết cụ thể này thiên hướng về Đài Loan độc lập vì nó đưa ra bằng chứng ủng hộ quan điểm rằng chủ quyền của Trung Quốc đối với Đài Loan (cho dù Trung Hoa Dân Quốc hay Trung Hoa Dân Quốc) là bất hợp pháp hoặc tạm thời và phải được giải quyết thông qua nguyên tắc tự quyết hậu thuộc địa. Những người ủng hộ lý thuyết này nói chung không cho rằng Nhật Bản vẫn có hoặc nên có chủ quyền đối với Đài Loan, mặc dù vẫn có những ngoại lệ.